# Emmanuelle (film, 1974)
Pour les articles homonymes, voir Emmanuelle.
Série Emmanuelle
Emmanuelle l'antivierge
(1975)
Pour plus de détails, voir Fiche technique et Distribution.
Emmanuelle est un film érotique français réalisé par Just Jaeckin sur un scénario de Jean-Louis Richard d'après le roman éponyme d'Emmanuelle Arsan, mettant en scène Sylvia Kristel dans le rôle-titre, Alain Cuny, Marika Green et Christine Boisson. Distribué par Parafrance Films, ce film est sorti le 26 juin 1974 en France. Il a donné lieu à une série de films et de téléfilms mettant en scène le même personnage.
Entouré à sa sortie d'un parfum de scandale, le film joint érotisme chic et décors exotiques dans un scénario qui explore plusieurs aspects d'une sexualité découverte ou fantasmée, mais sans scènes explicites, les rapports sexuels étant plus suggérés que réellement montrés.
Ce fut l'un des plus gros succès du cinéma français, attirant dans les salles françaises près de neuf millions de spectateurs et quarante-cinq millions dans le monde (d'autres sources mentionnent 8,7 millions de spectateurs en France et cent cinquante millions dans le monde). Le succès fut tel qu'une salle le programma à Paris pendant plus de dix ans, proposant en été un sous-titrage en anglais pour les touristes.
Le film lança la carrière cinématographique de Sylvia Kristel, définitivement identifiée au personnage d'Emmanuelle qu'elle incarna à nouveau à plusieurs reprises par la suite.

## Synopsis
Emmanuelle s'envole de Paris pour Bangkok afin d'y rejoindre Jean, son mari qui occupe un poste de diplomate ; lorsqu'il lui demande si elle a eu des amants pendant qu'elle était seule à Paris, elle lui affirme que non.
Pendant l'après-midi, ils font l'amour, épiés secrètement par deux serviteurs : la jeune servante est poursuivie par le majordome, dans une fuite à travers le parc, elle y est rattrapée et violée.
À Bangkok, Emmanuelle commence à s'ennuyer et à être quelque peu dégoûtée des rapports qu'elle a avec ses amies françaises expatriées jusqu'à ce qu'elle remarque Bee, une Française dont elle apprend qu'elle fréquente peu le milieu des expatriés. Se baignant nue dans la piscine, elle est approchée par une jeune fille prénommée Marie-Ange qui lui demande si elle peut venir chez elle. Intriguée, Emmanuelle donne son accord.
Marie-Ange arrive chez Emmanuelle qu'elle trouve endormie. Elle en profite pour caresser le corps de la jeune femme. Emmanuelle se réveille et elles vont ensemble sur la terrasse. Marie-Ange demande à Emmanuelle si elle a des photos d'elle-même et de son mari en train de faire l'amour : interloquée, Emmanuelle lui répond que non. Marie-Ange saisit un magazine, y trouve une photo d'un bel homme et commence à se masturber devant Emmanuelle qui n'en croit pas ses yeux, mais regarde la scène, comme fascinée. Elle raconte alors à Marie-Ange qu'elle n'a pas menti à son mari en lui disant qu'elle n'avait couché avec personne à Paris, mais qu'elle a fait l'amour avec deux inconnus pendant la nuit du vol vers Bangkok, alors que la cabine était dans l'obscurité. Tout en racontant cette aventure, elle commence à se caresser devant Marie-Ange.
Cette nuit-là, Emmanuelle parle à son mari de Marie-Ange, et lui confie son étonnement de voir comment cette toute jeune fille semble démunie de toute inhibition ; Jean l'encourage à cultiver son amitié. Pendant une partie de squash le lendemain, son amie Ariane remarque qu'elle est en sueur et commence à la toucher de façon sensuelle.
Lors d'une soirée peu de temps après, Marie-Ange présente Emmanuelle à l'un de ses amants d'un certain âge nommé Mario ; celui-ci dit à Emmanuelle qu'il enverra une voiture la chercher la nuit prochaine, mais elle n'y prête pas attention. Elle est intéressée par Bee et entame une conversation, espérant rencontrer Bee dans un endroit plus intime. Bee, qui est archéologue, dit à Emmanuelle qu'elle partira le lendemain pour un chantier de fouilles, mais lui dit de venir la retrouver dans les khlongs.
Lorsqu'elles se rencontrent dans les khlongs, Emmanuelle cherche à s'imposer à Bee. Au début, celle-ci feint l'indifférence et s'apprête à partir pour de bon. Emmanuelle, sans se vexer, décide de monter dans la Jeep de Bee alors qu'elle démarre.
De retour chez lui, Jean est mécontent de ce qu'Emmanuelle soit partie sans dire où. Supposant qu'Ariane est derrière cela, il va chez elle et lui demande des explications : Ariane, qui n'est pour rien dans la disparition d'Emmanuelle, s'offre à lui sans fausse pudeur pour le consoler. Et Jean, furieux, la prend sur-le-champ à même la table...
Emmanuelle et Bee arrivent au lieu des fouilles, mais Emmanuelle distrait Bee de son travail. Elles font l'amour ensemble, mais Bee demande à Emmanuelle de repartir : celle-ci retourne chez elle en pleurs, se sentant humiliée. Jean tente de la consoler et lui conseille d'essayer de se trouver un amant.
Le lendemain, Emmanuelle et Ariane projettent une partie de squash mais se disputent. Ariane est jalouse de ce qu'Emmanuelle soit partie avec Bee car elle espérait elle-même pouvoir initier Emmanuelle au lesbianisme ; par ailleurs, Emmanuelle en veut à Ariane d'avoir fait l'amour avec Jean.
Tout cela amène Emmanuelle à faire la connaissance de Mario qui est beaucoup plus âgé qu'elle et qui jouit d'une réputation d'expert en matière de sexe et d'amour physique, malgré son âge qui rend normalement les choses plus difficiles. Après avoir pris conseil auprès de Jean, Emmanuelle se résout à accepter d'aller dîner avec Mario.
Mario explique à Emmanuelle que la monogamie n'est plus de mode et que c'est la jouissance, plutôt que le sentiment de culpabilité ou la raison qui doit la guider en matière de sexualité, et qu'ainsi elle atteindra un plaisir bien plus grand. Afin de lui démontrer son discours, il l'emmène dans un bar qui fait aussi fumerie d'opium où elle est violée par un des habitués, pendant que lui-même regarde la scène.
Puis il l'emmène dans une salle de boxe où il propose à deux jeunes hommes de se battre pour obtenir le droit de lui faire l'amour. Mario invite Emmanuelle à choisir l'un de ces deux hommes comme favori. Après le combat, c'est son champion qui gagne ; elle est si excitée par la pugnacité qu'il a montrée pour pouvoir la posséder qu'elle lèche le sang d'une plaie à son front, puis elle accepte de se présenter à lui en levrette afin qu'il la pénètre, sous le regard de Mario et de toute l'assemblée.
Dans la scène suivante, Emmanuelle est réveillée par Mario qui lui demande de changer de tenue et d'en adopter une autre, munie d'une fermeture-éclair à l'arrière, pour que lui puisse la déshabiller instantanément pour sa prochaine aventure sexuelle. Emmanuelle proteste, elle est fatiguée et demande à Mario s'il compte la posséder lui-même. Il répond qu'il attend la future Emmanuelle...
Le film se termine alors qu'Emmanuelle, assise dans le fameux fauteuil en rotin qui ornera les affiches du film, se regarde dans une glace pour se maquiller, espérant qu'en suivant les conseils de Mario, elle atteindra enfin les sommets de plaisir qu'il lui a promis.

## Fiche technique
- Titre original : Emmanuelle
- Réalisation : Just Jaeckin
- Scénario : Jean-Louis Richard, d'après le roman éponyme d'Emmanuelle Arsan
- Musique : Pierre Bachelet
- Direction artistique : Léo Kouper
- Costumes : Georges Bril, Sylvia Panigel
- Photographie : Sylvia Panigel
- Montage : Claudine Bouché
- Production : Yves Rousset-Rouard
- Sociétés de production : Trinacra Films, Orphée Productions
- Société de distribution : Parafrance
- Format : couleur (Eastmancolor) - 1.66 : 1 • 35 mm - Mono
- Budget : estimé à 2,4 millions de francs[6] (soit environ 2,05 millions d'euros en 2022[7])
- Pays de production :  France
- Langue originale : français
- Genre : drame, érotique
- Durée : 95 minutes
- Dates de sortie en salles : 26 juin 1974
- Classification : 
  - France : interdit aux moins de 16 ans (18 ans en 1974)
- Affiche : Léo Kouper (France)

## Distribution
- Sylvia Kristel (voix doublée par Brigitte Morisan) : Emmanuelle
- Alain Cuny : Mario
- Marika Green : Bee
- Daniel Sarky : Jean
- Jeanne Colletin : Ariane
- Christine Boisson (voix doublée par Sylviane Margollé) : Marie-Ange
- Samantha Gaby (comme Samantha) : la fille de la réception
- Gabriel Briand (comme Gaby Brian) : le deuxième homme dans l'avion
- Donald Gregory (comme Gregory) : (?)

Rôles additionnels
- Geneviève Hue : fille
- Just Jaeckin : (?)
- Romain Micmande : Luc
- Yves Rousset-Rouard : Yves (non crédité)

## Production

### Développement
Les années 1960-1970 étaient une époque dite de « libération des mœurs » mais le film érotique cherchait encore sa place entre une production de plus en plus hard et un cinéma traditionnel qui jouait avec la séduction.
Le producteur Yves Rousset-Rouard acquit les droits d'un roman à succès d'Emmanuelle Arsan, Emmanuelle, et en proposa l'adaptation à un jeune photographe de charme, Just Jaeckin. Celui-ci n'avait qu'une expérience de la photographie et de la publicité. Le casting réunit Sylvia Kristel, une jeune actrice inconnue (et pour cause, puisqu'il s'agit d'un modèle néerlandais dont c'est le deuxième film) et Alain Cuny, un acteur de renom qui avait connu son heure de gloire avec Les Visiteurs du soir de Marcel Carné.

### Distribution
Alain Cuny, l'acteur principal ayant quarante-quatre ans de plus que Sylvia Kristel, accepta d'endosser le rôle de Mario à condition que son nom ne soit pas au générique. Le succès du film venu, il se révolta de ce que son nom n'était pas assez visible sur l'affiche.[réf. nécessaire]

### Tournage

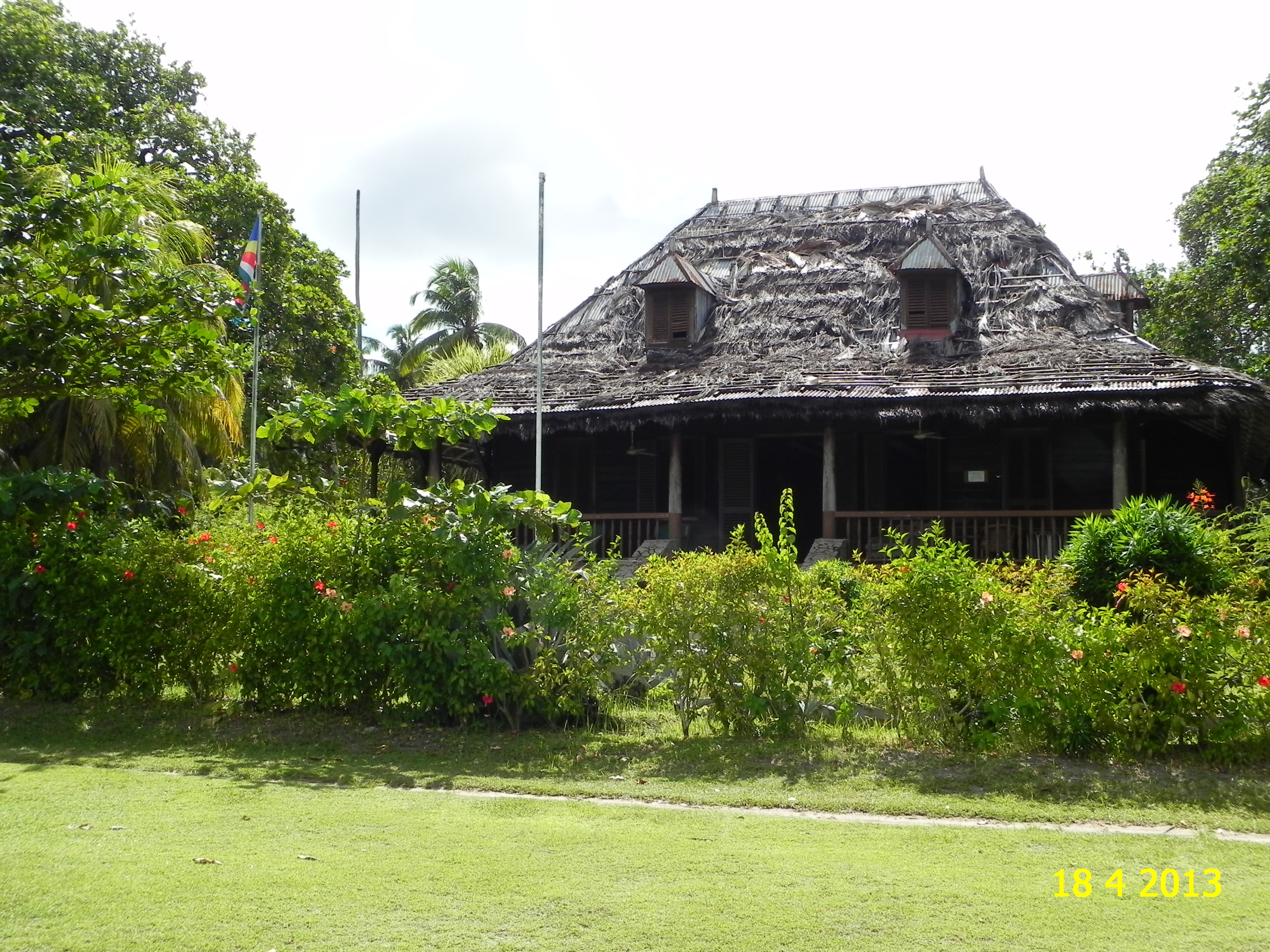
Lieu de tournage : la maison d'Emmanuelle à la Source d'argent.

Le tournage du film se fait du 10 décembre 1973 au 6 février 1974, principalement à Bangkok, à Chiang Mai, aux chutes du Mae Klong et ailleurs en Thaïlande
mais aussi aux Seychelles (Anse Source d'argent sur l'île de La Digue)

.
Pour réaliser ce long métrage en Thaïlande, le budget est celui d'un des courts métrages publicitaires du réalisateur. L'équipe locale n'a pas de moyens de développer la pellicule, qui doit être envoyée vers les laboratoires et les producteurs en France : le film est tourné « à l’aveugle ». 
Une scène — Emmanuelle et une amie batifolent sous les eaux d'une cascade — se voit interrompue par la police locale car le tournage trouble les rites d'un temple bouddhique qui se trouve être à deux pas 
.

### Musique
La bande originale est due au chanteur Pierre Bachelet. Une des mélodies utilisées dans le film s'avéra cependant un plagiat de Larks' Tongues in Aspic du groupe britannique King Crimson. Le guitariste du groupe, Robert Fripp, poursuivit les producteurs d'Emmanuelle en justice l'année suivant sa sortie et obtint gain de cause.

## Histoire du film

### Censure
Emmanuelle, entouré d'un parfum de scandale, provoqua un vaste débat en France sur la censure des œuvres érotiques. Le film aurait dû, selon la première commission de censure en avril 1974, subir de nombreuses coupes. Cependant, la mort au même moment du président de la République française, Georges Pompidou, changea la donne. Un nouveau secrétaire d'État à la Culture, Michel Guy, fut nommé en remplacement de Maurice Druon. Alors que ce dernier était pour la répression, allant jusqu'à l'interdiction et la censure, le nouveau ministre est plus modéré et affirme : 

« Tous les films doivent pouvoir sortir sans distinction. Je ne me reconnais pas le droit d'interdire à des spectateurs adultes la possibilité de voir les films qu'ils désirent. En 1975, les gens choisissent ce qu'ils veulent voir et je dois les laisser libres. »

Suivant la promesse du candidat Valéry Giscard d'Estaing d'abolir la censure, il décide alors de ne plus systématiquement suivre la commission, permettant ainsi au film de sortir en salles au prix de quelques coupes, mineures selon le producteur. Il est simplement interdit aux moins de 18 ans. La même chose arrivera à sa suite, Emmanuelle 2.

### Succès
Le film sort le 26 juin 1974 dans 18 salles parisiennes, soit une capacité de 8 000 fauteuils sur la première semaine. Après une première journée à 15 100 spectateurs à Paris-périphérie, le film réalise la deuxième meilleure semaine de l'année avec 126 530 entrées. La baisse des semaines suivantes est minime (105 671, 110 199 et 104 501 entrées). Au bout de huit semaines, le score est de 745 000 spectateurs à Paris-périphérie.
À partir de fin 1975, la loi instituant le classement X va relancer le succès de la production de films érotiques de luxe. En effet, privée de l'accès aux films X, une partie du public se retourne vers le film de charme. Emmanuelle devient le symbole du cinéma érotique « acceptable ».
Précurseur, le film de Just Jaeckin devient l'objet d'un culte à travers le monde. Aux États-Unis, Emmanuelle est classé X, puis ressort dans une version expurgée la même année. En 1978, c'est le plus gros succès d'un film francophone sur le sol américain. Le Japon est également conquis (16 000 000 dollars de recette).
En France, le succès se transforme en triomphe historique. Au bout de quatre ans, le score est de 2 500 000 entrées à Paris et de 7 350 000 sur la France. Emmanuelle est projeté pendant 553 semaines sur les Champs-Élysées (UGC Triomphe) ; les cars de Japonais s'y succèdent et les mineurs français y accourent dès qu'ils atteignent leur majorité. Finalement, le film est retiré en 1985 en ayant attiré 8 894 000 spectateurs en France. Le score sur Paris intra-muros est éloquent : 3 269 187 spectateurs alors que la population parisienne tourne autour de 2 000 000.
En Espagne, Emmanuelle est le 2e long métrage français ayant fait le plus d'entrées depuis au moins 1961 (au 23 septembre 2012) avec 3 680 502 entrées.
Des suites sont tournées avec toujours Sylvia Kristel en femme qui se libère (d'autres films essayèrent également de surfer sur la vague). Le succès est toujours là, du moins jusqu'au quatrième épisode (en 1984), qui marque la dernière apparition de l'actrice néerlandaise dans le rôle qui la rendit célèbre :
- Emmanuelle 2 (2 249 707 spectateurs en France)[18]
- Good-bye, Emmanuelle (990 953 spectateurs en France)[18]
- Emmanuelle 4 (1 277 142 spectateurs en France)[18]
- Emmanuelle 5 (426 506 spectateurs en France)[18]
- Emmanuelle 6 (circa 200 000 spectateurs en France)
- Emmanuelle au 7e ciel

Sylvia Kristel revint dans les années 1990 en guest-star dans une série TV qui évoquait à nouveau les aventures érotiques de l'héroïne d'Emmanuelle Arsan. Quant à Just Jaeckin, il connut encore le succès dans la même ligne avec Histoire d'O ou Madame Claude. Il ne résista pas à la disparition du genre et abandonna le cinéma après l'échec de Gwendoline en 1984.

#### Box-office
Le film a été vu par cinquante millions de spectateurs dans le monde entier,. Il aurait rapporté 112 100 000 $ dans le monde.
| Rang | Pays         | Titre                   | Date de sortie    | Entrées    |
| ---- | ------------ | ----------------------- | ----------------- | ---------- |
| 1    | France       | Emmanuelle              | 26 juin 1974      | 8 894 024  |
| 2    | États-Unis   | Emmanuelle              |                   | 6 579 000  |
| 3    | Allemagne    | Emanuela                | 20 septembre 1974 | 4 000 000  |
| 4    | Espagne      | Emmanuelle              | 4 janvier 1978    | 3 680 502  |
| 5    | Brésil       | Emanuelle, a Verdadeira | avril 1980        | 3 282 234  |
| 6    | Japon        | エマニエル夫人          | 21 décembre 1974  | 2 000 000, |
| 7    | Suède        | Emmanuelle              | 20 janvier 1975   | 165 656    |
| 8    | Corée du Sud | 엠마뉴엘                | 27 août 1994      | 91 984     |
| 9    | Danemark     | Emmanuelle              | 17 février 1975   | 85 020,    |

 Sauf indication contraire, les informations mentionnées dans cette section peuvent être confirmées par la base de données cinématographiques IMDb,  présente dans la section « Liens externes ».

### Version longue
La carrière d'Emmanuelle appartient désormais à la télévision, qui le diffuse régulièrement en deuxième partie de soirée. La version française à succès n'était cependant pas complète. La longue scène d'amour entre Emmanuelle et Bee avait été coupée. Elle est aujourd'hui généralement rétablie à la télévision.

## Autour du film
- Just Jaeckin se vit confier l'année suivante l'adaptation d'un autre roman érotique célèbre, Histoire d'O, et se spécialisa sur le créneau des films érotiques « haut de gamme », retrouvant Sylvia Kristel en 1981 pour une adaptation de L'Amant de Lady Chatterley.
- Les fauteuils asiatiques en rotin à dossier plus ou moins larges vus dans le film, ont donné lieu à une gamme de produits commercialisés sous le nom de « fauteuil Emmanuelle ». Si la première affiche du film représentait une pomme, les suivantes montrent Emmanuelle assise, seins nus, dans « le » célèbre fauteuil en rotin, en fait des fauteuils du même type mais différents. Ces fauteuils étaient baptisés « fauteuils Pomare »[35], du nom d'un roi tahitien, avant la sortie du film. On les voit notamment dans les films Safe in Hell (1931), Le Jardin secret, La Femme au gardénia, La Garçonnière,Quand l'inspecteur s'emmêle,Les Tribulations d'un Chinois en Chine, Oscar, Le Pacha,Le Gendarme se marie, Le Clan des Siciliens, Les Choses de la vie , et L'aventure c'est l'aventure sorti deux ans avant Emmanuelle. La Tour infernale sorti la même année quelques mois seulement après Emmanuelle. Le Fauteuil Pomare est également visible dans plusieurs épisodes de Columbo sortis avant Emmanuelle.
- Les photographies artistiques les plus mythiques d'Emmanuelle qui firent entrer le personnage de Sylvia Kristel dans les musées furent réalisées peu après le film par la photographe française Irina Ionesco.
- D'une voix naturellement assez rauque, Christine Boisson fut doublée par la comédienne Sylviane Margollé surtout connue pour ses accents juvéniles.

## Dans la culture populaire
Le film est au centre de Je zappe, un sketch de Raymond Devos. L'humoriste y joue un homme hésitant entre regarder ce film et Thérèse d'Alain Cavalier, tous deux programmés le même soir sur deux chaînes de télévision, alors que son épouse fait des allers et retours dans la pièce où se trouve le poste de télévision.

### Télévision
- Emmanuelle, la plus longue caresse du cinéma français, documentaire de Clélia Cohen, 2020.